# Adrián Biniez
Adrián Biniez, né à Buenos Aires (Argentine) le 28 août 1974, est un réalisateur, scénariste, acteur et chanteur de rock argentin.

## Filmographie

### Au cinéma

#### En tant que scénariste et réalisateur
- 2006 : 8 horas (court-métrage)
- 2008 : Total disponibilidad (court-métrage)
- 2009 : Gigante
- 2014 : El 5 de talleres (El Cinco, aussi The Midfielder)

#### En tant qu'acteur
- 2014 : Una noche sin luna

## Distinctions
- Berlinale 2009 : Grand prix du jury et Prix du meilleur premier film pour Gigante